# 菡子
菡子（1921年3月11日—2003年6月5日），原名罗涵之，又名方晓，女，江苏溧阳人，中国当代作家，中国共产党党员。代表作有报告文学《我从上甘岭来》、散文《黄山小记》、小说《纠纷》、《万妞》等。

## 生平
1921年3月11日菡子生于江苏省溧阳县汕头村（今属溧阳市古县街道茶亭村）的一户亦商亦农的家庭。少年时就读溧阳第一女子中学，1934年考入苏州女子师范学校。后进入无锡竟志女子中学，参加中共领导的读书会和无锡学社，1937年肄业于无锡竞志女中（高中）。
1937年11月在南昌新四军办事处参加江西省青年服务团。1938年8月正式入伍，到皖南新四军军部工作，当年10月加入中国共产党。历任新四军服务团民运组长、创作组组员、战地服务队副队长，1939年，在新四军军部主办的《抗敌文艺》上，发表《群像》，引起了军内外的关注和好评。1940年起，任《前锋报》编报员、《抗敌报》、《新路东》、《淮南日报》编辑、记者，《淮南大众》社长兼总编辑。1945年后历任淮南妇联、山东省妇联宣传部长。
1949年上海解放后，菡子随军进入上海并在上海工厂军事管制委员会工作，当年加入中国作家协会。之后任华东妇联宣传部副部长。
1952年，菡子作为中国作协唯一的女作家，奔赴朝鲜采访，参加上甘岭战斗，写下《我从上甘岭来》、《和黄继光班相处的日子》、《在泉水边》等十余篇纪实文学，后被编入抗美援朝纪实文学集《和平博物馆》。
1955任安徽梅山水库政治部主任，次年调至北京任中国作家协会创作委员会副主任、《收获》杂志编委。后任安徽省委宣传部处长，上海文艺出版社编审。中国文联委员。
三年灾害期间，被打成严重右倾，受到批斗，下放至来安县劳动2年。
1965年，菡子去越南战场作军事访问，发表了《贤良江畔的梦》等佳作。
文革后历任《上海文学》编委，中国作协第三、第四届理事，上海市作协副主席，中国作协第五、第六届名誉委员，上海文学出版总社编审。
2003年6月5日病逝于上海。

## 作品

### 小说集
- 《纠纷》（1946）
- 《群象》（1948）
- 《万妞》（1978）
- 《前方》（1984）

### 散文集
- 《和平博物馆》（1954）
- 《幼稚集》（1958）
- 《前线的颂歌》（1959）
- 《初晴集》（1962）
- 《素花集》（1979）
- 《乡村集》（1982）
- 《记忆之珠》（1994）
- 《玉树临风》（1994）
- 《重逢日记》（1996）

### 电影文学剧本
- 《江南一叶》（1979）

### 长篇传记文学
- 《乡村的童年》（1982）